# Gyémántok tisztasága
A gyémánt tisztasága azt mutatja, hogy egy kristály színe mennyire egyenletes eloszlású, átlátszóságát csökkentik-e zárványok vagy sem. 
A gyémántok tisztaságának ellenőrzését tízszeres nagyítás alatt végzik. Mindent, ami ilyen nagyítás mellett látható, azt zárványnak neveznek. A zárványok a drágakövek minőségét rontják, mert csökkentik az átlátszóságot és hatással lehetnek a kő színére is. Az értékcsökkentő hatás elhelyezkedésüktől, méretüktől és intenzitásuktól függ. Leggyakoribb zárvány a grafit. 
A gyémántokat az alábbi tisztasági kategóriákba sorolják (a táblázat a különböző szervezetek által használt kategóriákat hasonlítja össze):
| Kategória                             | Flawless Tökéletes | Internally Flawless Belül tökéletes                       | Very Very Slightly Included Nagyon nagyon apró zárványok                                                  | Very Very Slightly Included Nagyon nagyon apró zárványok                                                  | Very Slightly Included Nagyon apró zárványok | Very Slightly Included Nagyon apró zárványok | Slightly Included Apró zárványok                                                                    | Slightly Included Apró zárványok                                                                    | Slightly Included Apró zárványok                                                                    | Slightly Included Apró zárványok                                                                    | Included Zárványos | Included Zárványos | Included Zárványos | Included Zárványos                                                                              | Included Zárványos                                                                              | Included Zárványos                                                                              | Included Zárványos                                                                      | Included Zárványos                                                                      | Included Zárványos                                                                      |
| Jellemzői                             | Tökéletes kő       | A kő tökéletesen tisztának látszik tízszeres nagyításban. | Gyakorlott szakember számára is nehéz szennyeződést találni a kőben, azok is csak fehér színűek lehetnek. | Gyakorlott szakember számára is nehéz szennyeződést találni a kőben, azok is csak fehér színűek lehetnek. | A zárványok könnyebben megtalálhatók, de itt is csak fehér színűek lehetnek a kő belsejében, sötét zárványok csak a kő széleinél fordulhatnak elő. | A zárványok könnyebben megtalálhatók, de itt is csak fehér színűek lehetnek a kő belsejében, sötét zárványok csak a kő széleinél fordulhatnak elő. | Tízszeres nagyításban már könnyedén észrevehető szennyeződések, de szabad szemmel még nem láthatók. | Tízszeres nagyításban már könnyedén észrevehető szennyeződések, de szabad szemmel még nem láthatók. | Tízszeres nagyításban már könnyedén észrevehető szennyeződések, de szabad szemmel még nem láthatók. | Tízszeres nagyításban már könnyedén észrevehető szennyeződések, de szabad szemmel még nem láthatók. | Tízszeres nagyítás alatt azonnal észrevehető szennyeződések, de a hibák szabad szemmel nézve a kő optikai tulajdonságait még nagyban nem befolyásolják. | Tízszeres nagyítás alatt azonnal észrevehető szennyeződések, de a hibák szabad szemmel nézve a kő optikai tulajdonságait még nagyban nem befolyásolják. | Tízszeres nagyítás alatt azonnal észrevehető szennyeződések, de a hibák szabad szemmel nézve a kő optikai tulajdonságait még nagyban nem befolyásolják. | Már szabad szemmel is jól látható zárványok, a kő optikai tulajdonságai észrevehetően romlanak. | Már szabad szemmel is jól látható zárványok, a kő optikai tulajdonságai észrevehetően romlanak. | Már szabad szemmel is jól látható zárványok, a kő optikai tulajdonságai észrevehetően romlanak. | Szabad szemmel is jól látható zárványok, a kő optikai tulajdonságai nagyon megromlanak. | Szabad szemmel is jól látható zárványok, a kő optikai tulajdonságai nagyon megromlanak. | Szabad szemmel is jól látható zárványok, a kő optikai tulajdonságai nagyon megromlanak. |
| Gemological Institute of America GIA  | FL                 | IF                                                        | VVS1 | VVS2 | VS1 | VS2 | SI1                                                                                                 | SI1                                                                                                 | SI2                                                                                                 | SI2                                                                                                 | I1 | I1 | I1 | I2                                                                                              | I2                                                                                              | I2                                                                                              | I3                                                                                      | I3                                                                                      | I3                                                                                      |
| CIBJO 0,47 karát alatt                | Lupe tiszta        | Lupe tiszta                                               | VVS | VVS | VS1 | VS1 | SI                                                                                                  | SI                                                                                                  | SI                                                                                                  | SI                                                                                                  | PI | PI | PI | PII                                                                                             | PII                                                                                             | PII                                                                                             | PIII                                                                                    | PIII                                                                                    | PIII                                                                                    |
| CIBJO 0,47 karát felett               | Lupe tiszta        | Lupe tiszta                                               | VVS1 | VVS2 | VS1 | VS2 | SI1                                                                                                 | SI1                                                                                                 | SI2                                                                                                 | SI2                                                                                                 | PI | PI | PI | PII                                                                                             | PII                                                                                             | PII                                                                                             | PIII                                                                                    | PIII                                                                                    | PIII                                                                                    |
| American Gem Society                  | 0                  | 0                                                         | 1 | 2 | 3 | 4 | 5                                                                                                   | 5                                                                                                   | 6                                                                                                   | 6                                                                                                   | 7 | 7 | 8 | 8                                                                                               | 8                                                                                               | 9                                                                                               | 9                                                                                       | 10                                                                                      | 10                                                                                      |
| International Diamond Council         | Lupe tiszta        | Lupe tiszta                                               | VVS1 | VVS2 | VS1 | VS2 | SI1                                                                                                 | SI1                                                                                                 | SI2                                                                                                 | SI2                                                                                                 | PI | PI | PI | PII                                                                                             | PII                                                                                             | PII                                                                                             | PIII                                                                                    | PIII                                                                                    | PIII                                                                                    |
| European Gemological Laboratory USA   | IF                 | IF                                                        | VVS1 | VVS2 | VS1 | VS2 | SI1                                                                                                 | SI2                                                                                                 | SI2                                                                                                 | S3                                                                                                  | S3 | L1 | L1 | L2                                                                                              | L2                                                                                              | L2                                                                                              | L3                                                                                      | L3                                                                                      | L3                                                                                      |
| European Gemological Laboratory INDIA | IF                 | FL                                                        | VVS1 | VVS2 | VS1 | VS2 | SI1                                                                                                 | SI2                                                                                                 | SI2                                                                                                 | S3                                                                                                  | S3 | L1 | L1 | L2                                                                                              | L2                                                                                              | L2                                                                                              | L3                                                                                      | L3                                                                                      | L3                                                                                      |

- megjegyzés:CIBJO = Confédération International de la Bijouterie, Joaillerie, Orfèvrerie des Diamantes, Perles et Pierres

Egy gyémánt tisztaságát több tényező is befolyásolja:
- a zárványok mérete - minél nagyobb egy kő ásványtartalma, annál kisebb a tisztaságának fokozata
- a zárányok száma - minél több zárvány található egy kőben, annál kisebb tisztaságának fokozata
- a zárványok helyzete - egy zárvány akkor a legláthatóbb, ha közvetlenül a fazetták alatt helyezkedik el. A pavilon zárványai többszörösen is visszatükröződnek a kövön, ezért reflektoroknak is nevezik őket. A zárványok kevésbé észrevehetők, ha a korona fazettái alatt találhatók, vagy a rundiszt mentén.
- a külső és belső hibák természete - a belső hibák a zárványok, ezek változó alakúak és méretűek lehetnek. A felületi, azaz külső hibák a fazettákon megjelenő abráziók, karcok, üregek, csiszolásnyomok stb.
- a hibák színe - ha a hibák (elsősorban zárványok) helyi elszíneződéseket okoznak, melyek eltérnek a gyémány eredeti színétől, lecsökken a kő tisztaságának fokozata

## Kapcsolódó lapok
- Gyémánt
- Gyémántcsiszolás
- Gyémántlelőhelyek
- Gyémántok színe
- Híres gyémántok listája
- Mesterséges gyémántok